# Haruka Tachimoto
Haruka Tachimoto (japanisch 田知本遥; * 3. August 1990 in Imizu) ist eine ehemalige japanische Judoka und Olympiasiegerin. Sie trat in der Gewichtsklasse bis 70 Kilogramm an, dem Mittelgewicht.

## Leben
Tachimotos erster internationaler Erfolg war der Sieg bei den U20-Asienmeisterschaften 2007. 2008 gewann sie Gold bei den U20-Weltmeisterschaften in Bangkok, diesen Titel konnte sie 2009 in Paris erfolgreich verteidigen. 2011 erhielt sie nach einer Niederlage gegen die Südkoreanerin Hwang Ye-sul die Silbermedaille bei den Asienmeisterschaften. 2012 gewann sie beim Grand Slam in Paris und bei den japanischen Meisterschaften. Bei den Olympischen Spielen 2012 in London gelang ihr ein Auftaktsieg gegen die Kubanerin Onix Cortés, danach unterlag sie gegen die Chinesin Chen Fei sowie gegen die Niederländerin Edith Bosch und belegte den siebten Platz.
Bei den Judo-Weltmeisterschaften 2013 gewann sie mit der japanischen Mannschaft den Titel, 2014 folgte die Bronzemedaille in der Teamwertung. 2015 gewann Tachimoto bei den japanischen Meisterschaften und bei den Grand-Slam-Turnieren in Tjumen und Paris. 2016 belegte sie beim Grand Slam in Paris den zweiten Platz und gewann bei den japanischen Meisterschaften. Bei den Olympischen Spielen 2016 in Rio de Janeiro gewann sie alle fünf Kämpfe, im Finale siegte sie gegen die Kolumbianerin Yuri Alvear nach 2 Minuten und 19 Sekunden durch Ippon.